# Cantó de Seltz
El cantó de Seltz (alsacià Kanton Selz) és una antiga divisió administrativa francesa que estava situada al departament del Baix Rin i a la regió del Gran Est.
Al 2015 va desaparèixer i el seu territori va passar a formar part del cantó de Waisseburch.

## Composició
El cantó de Seltz aplega 14 comunes :
| Nom alsacià            | Nom francès            | Nom alemany    |
| Banem / Bänem          | Beinheim               | Beinheim       |
| Bihl                   | Buhl                   | Bühl           |
| Naidorf / Neidorf      | Eberbach-Seltz         | Eberbach       |
| Kesseldorf             | Kesseldorf             | Kesseldorf     |
| Krapere / Kräpere      | Crœttwiller            | Kröttweiler    |
| Minikhause / Mínchhüse | Munchhausen            | Münchhausen    |
| Modere                 | Mothern                | Mothern        |
| Níderreddere           | Niederrœdern           | Niederrödern   |
| Owerlauterbàch         | Oberlauterbach         | Oberlauterbach |
| Schoffof               | Schaffhouse-près-Seltz | Schaffhausen   |
| Selz                   | Seltz                  | Selz           |
| Sije                   | Siegen                 | Siegen         |
| Trimbàch               | Trimbach               | Trimbach       |
| Wínzebàch              | Wintzenbach            | Winzenbach     |

## Història
| Data d'elecció | Identitat      | Partit  | Qualitat |
| -------------- | -------------- | ------- | -------- |
| 1976-2001      | Marcel Schmitt | UDF-CDS |          |
| 2001-          | Richard Stoltz | UMP     |          |